# Кеайра
Кеайра (англ. Keaira ) — вымышленный неигровой персонаж многопользовательской ролевой игры Age of Conan: Hyborian Adventures. Киммерийка по-происхождению, жившая во времена Хайборийской эры, соратница короля Аквилонии Конана.

## Вымышленная биография
Кеайра киммерийка спасённая некогда Конаном из лагеря ванов, после чего стала ему самоотверженно преданной. Годы спустя, после воцарения киммерийца, Кеайра возглавила шпионскую сеть Аквилонии. Крайне хитра и жестока, для достижения цели использует любые методы работы. Впервые в игре она показана во вступительном трейлере, где она, по возвращении с задания, безуспешно нападает на Конана, проверяя его бдительность
Кеайру можно встретить в игре в локациях Ущелье Имира и Амфитеатр Карутонии.

## Создание и промоушн
Разработчики игры создавали Кеайру позиционируя её в качестве Femme fatale, воинственную и смертоносную блондинку, которую можно охарактеризовать словами греховна и соблазнительна. Первоначально создатели сделали Кеайру похожей на персонажа по имени Белый Дракон из игры Dreamfall, которая также была разработана компанией Funcom. Затем было решено изменить внешность, в частности цвет волос и покрыть тело татуировками, для большего соответствия образу воинственной и роковой женщины.
По словам самих разработчиков, Кеайра должна отвечать за коммерческий успех игры. Кеайра изображена на многих рекламных материалах, а также на самой обложке игры.
На выставке игровой индустрии G-Star 2009 прошедшей в Южной Корее одними из промоуторов игры выступили девушки в образах Кеайры
Озвучкой Кеайры занималась известная актриса озвучивания Кэри Уолгрен. Имя Кеайры подобрано в соответствии с концепцией созданной Робертом Говардом Хайборийской эры, согласно которой в качестве прообразов народов озвученной эпохи послужила та или иная исторически-известная нация; для киммерийцев вымышленной доисторической эпохи прообразом послужили кельты. Так, имя Кеайра на кельтском языке означает «Маленькая черноволоска».

## Отзывы
Она настоящая блондинка, выглядящая как древнегреческая богиня любви, но вместе с тем она хитрая воровка, прокрадывающаяся по крышам ночной Тарантии со смертоносным луком в руках. Кеайра будет ключевым персонажем игры, отвечающим за его маркетинговый успех. Два слова будут характеризовать её: греховность и соблазнительность.
Впрочем, не стоит обманываться её роскошной внешностью - её смертоносность сравнима разве что с необузданностью в постели. Достаточно сказать, что она способна на что угодно, дабы извлечь необходимую информацию, доставляя как удовольствие, так и неописуемую боль несчастным жертвам.
Притом, что официальный запуск игры Age of Conan: Hyborian Adventures произошёл в мае 2008 года., не удивительно что коммерческому успеху игры, несмотря на множество недоработок, способствовал возрастной ценз 18+, с последующей публикацией Кеайры на страницах Playboy. В декабре 2007 года редакция Playboy в четвёртый раз выпустила специздание рейтинга самых сексуальных персонажей видеоигр. В номер вошли Моренн из The Witcher, Йоко Ретомото из Kane & Lynch: Dead Men, Сара Моррисон из Richard Garriott`s Tabula Rasa, Чёрч и Блэк из Clive Barker's Jericho, а также А’Канна с Кейрой из Age of Conan: Hyborian Adventures..
В 2011 году Кеайра заняла второе место самых лучших персонажей-девушек из онлайн игр по версии Mail.ru
Большинство иллюстрированных статей посвящённых игре Age of Conan содержат изображения Кеайры, как из материалов рекламной кампании, так и изображений из выпуска Playboy декабря 2007 года
Кеайра входит в топ-11 Самых красивых девушек из компьютерных игр согласно изданию PlaygigRu.
Так как игра идёт с рейтингом 18+ многие женские персонажи, в особенности Кеайра представлены в некоторых моментах игры полуобнажёнными, или обнажёнными полностью. Это обстоятельство, по мнению многих изданий посвящённых компьютерным играм, таким как Gamer.ru, Игромания в свою очередь послужило катализатором популярности игры, несмотря на многочисленные недостатки
Рейтинговое интернет-издание TopTen поставила Кеайру в рейтинг «Top 10 Best Video Game Babes».